# Aliança dels Demòcrates Lliures
L'Aliança dels Demòcrates Lliures (hongarès, Szabad Demokraták Szövetsége, SZDSZ) fou un partit polític hongarès d'ideologia liberal fundat el 1988 i membre del Partit dels Liberals Demòcrates i Reformistes Europeus i de la Internacional Liberal. Es va dissoldre el 30 d'octubre de 2013.

## Suport electoral
Fundat el 1988 com oposició al comunisme i amb suport de la classe mitjana, va obtenir uns bons resultats als primers comicis democràtics després de les dictadures socialistes que patí Hongria durant la segona meitat del segle xx, però així i tot, no van obtenir prou vots com per a formar govern. Des de llavors i fins a les eleccions de 2002 el partit va perdre vots a cada elecció a Parlament, especialment en les de 1998 (quan va passar del 17,88% al 6,22%).
El partit va forma part del govern d'Hongria al costat del Partit Socialista de 1994 a 1998 i de 2002 a 2010. També va controlar l'ajuntament de Budapest de 1990 a 2010.

## Resultats electorals

### Assemblea Nacional
| Any  | Vots      | Vots  | Escons   | Escons | Rank | Govern               | Candidat     |
| Any  | #         | %     | #        | +/−    | Rank | Govern               | Candidat     |
| ---- | --------- | ----- | -------- | ------ | ---- | -------------------- | ------------ |
| 1990 | 1,050,452 | 21.4% | 94 / 386 | Nou    | 2n   | Oposició             | János Kis    |
| 1994 | 1,066,074 | 19.7% | 70 / 386 | 24     | 2n   | Coalició             | Iván Pető    |
| 1998 | 353,186   | 7.88% | 24 / 386 | 46     | 4t   | Oposició             | Gábor Kuncze |
| 2002 | 313,084   | 5.57% | 20 / 386 | 4      | 3r   | Coalició             | Gábor Kuncze |
| 2006 | 351,612   | 6.5%  | 20 / 386 | =      | 3r   | Coalició (fins 2008) | Gábor Kuncze |
| 2010 | 12,652    | 0.25% | 0 / 386  | 20     | 8è   | Extraparlamentari    | –            |

### Parlament Europeu
| Any  | Vots    | %          | Escons | +/- | Notes |
| ---- | ------- | ---------- | ------ | --- | ----- |
| 2004 | 237,908 | 7.77% (3r) | 2 / 24 |     |       |
| 2009 | 62,527  | 2.16% (6è) | 0 / 22 | 2   |       |

## Líders del partit
- János Kis: 23.II.90 al 23.XI.91
- Péter Tölgyessy: 23.XI.91 al 13.XI.92
- Iván Pető: 13.XI.92 al 24.IV.97
- Gábor Kuncze: 24.IV.97 al 20.VI.98
- Bálint Magyar: 20.VI.98 a 1.XII.00
- Gábor Demszky: 1.XII.00 a 13.VI.01
- Gábor Kuncze 13.VI.01 a 31.III.07
- János Kóka: 31.III.07 a 7.VI.08
- Gábor Fodor: 7.VI.08 - 12.VII.09
- Attila Retkes: 12.VII.09 - 29.V.10
- Viktor Szabadai: 29.V.10 - 30.X.13